# Paczkolata
Paczkolata (skrót: py od ang. pack-year) – umowny wskaźnik zagrożenia rozwoju chorób zależnych od dymu tytoniowego, stosowany w medycynie. Paczkolata oblicza się poprzez pomnożenie liczby wypalanych paczek papierosów na dobę przez lata nałogu, np.: 1 paczkorok oznacza wypalanie 1 paczki papierosów (20 sztuk) na dobę przez jeden rok. Wypalanie 40 sztuk papierosów (2 paczek) dziennie w ciągu jednego roku oznacza 2 paczkolata.
Wzór:
{\displaystyle {\begin{aligned}1{\text{ py}}&={\frac {1{\text{ paczka }}}{\text{dzień}}}\cdot 1{\text{ rok }}\\&={\frac {1{\text{ paczka}}}{\text{dzień}}}\cdot 365{,}24{\text{ dni}}\\&=365{,}24{\text{ paczek}}\\&=365{,}24{\text{ paczek}}\cdot {\frac {20{\text{ papierosów}}}{1{\text{ paczka}}}}\\&=7\ 305{\text{ papierosów}}\end{aligned}}}